# Mörttjärnen (Töcksmarks socken, Värmland)
Mörttjärnen är en sjö i Årjängs kommun i Värmland och ingår i Göta älvs huvudavrinningsområde.